# 카브레라섬

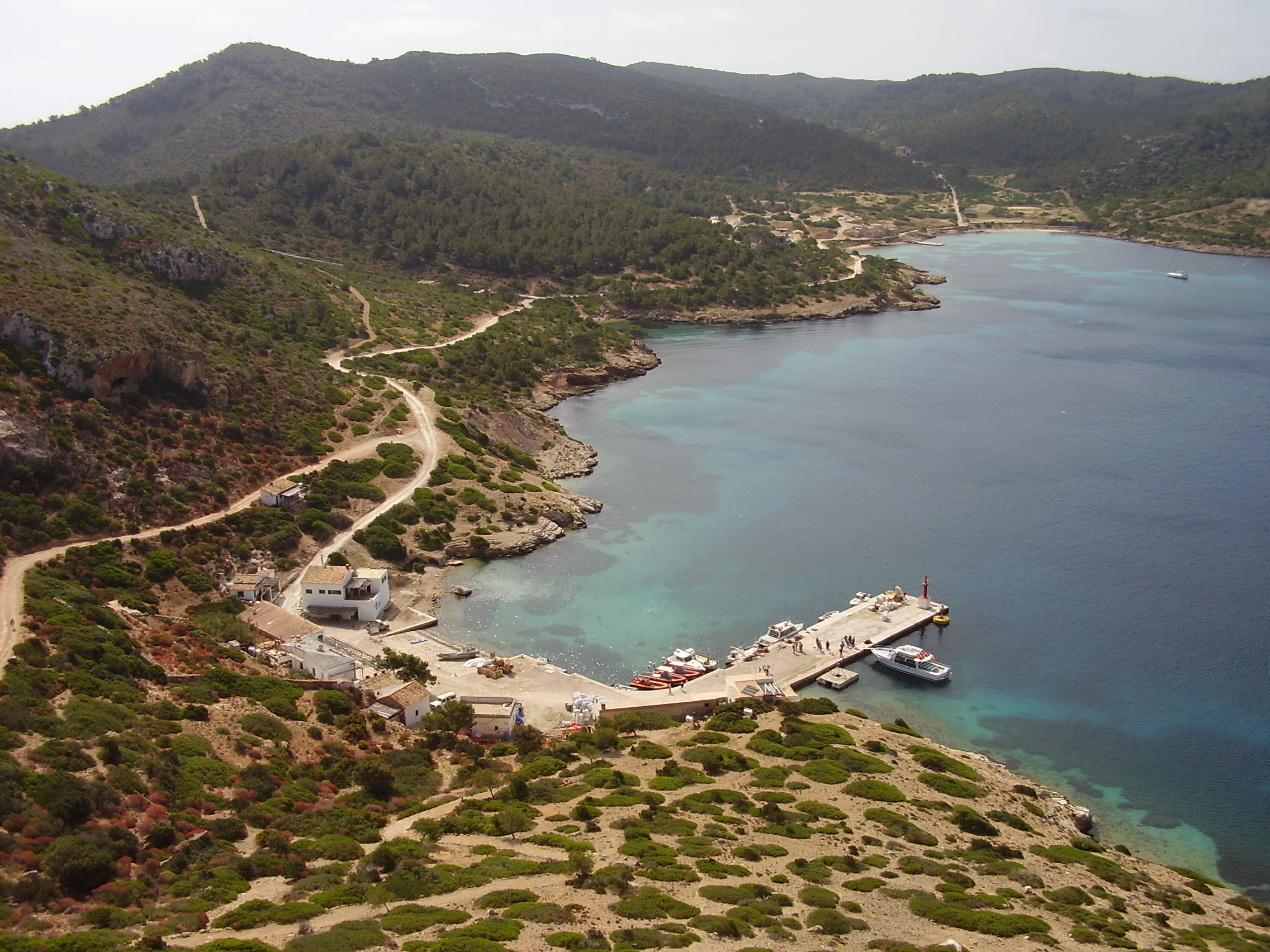
카브레라 섬

카브레라섬(Cabrera)은 스페인 발레아레스 제도에 위치한 섬이다.